# غريغوري بورغس
غريغوري بورغس (بالإنجليزية: Gregory Burgess)‏ هو مهندس معماري أسترالي، ولد في 1945.